# Ozumba

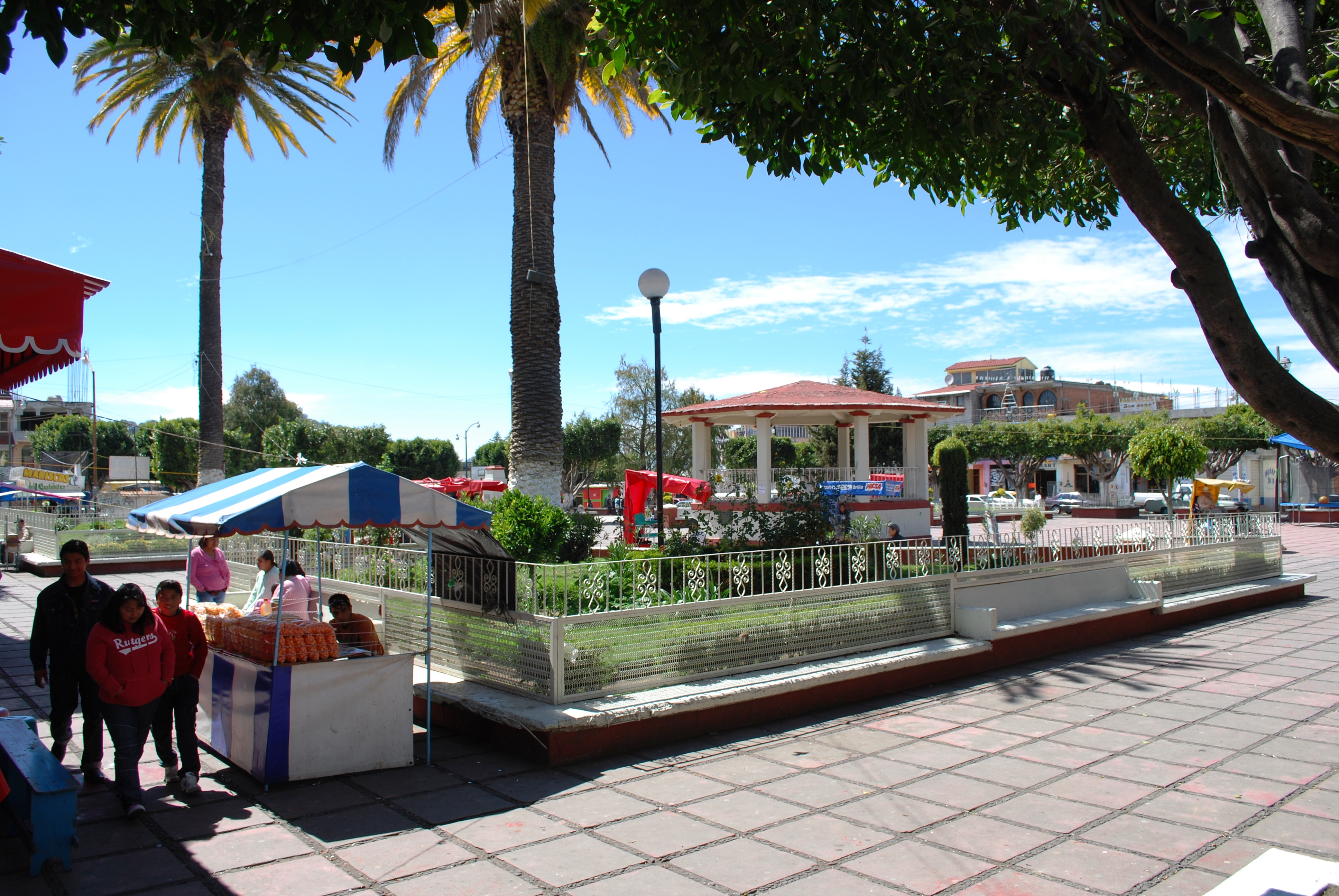
Place principale

Ozumba est une municipalité de l'État de Mexico, au Mexique. Elle couvre une superficie de 48,92 km2 et compte 29 114 habitants en 2015.